# Anastrepha ampliata
Anastrepha ampliata är en tvåvingeart som beskrevs av Hernandez-ortiz 1991. Anastrepha ampliata ingår i släktet Anastrepha och familjen borrflugor. Inga underarter finns listade i Catalogue of Life.